# Musée national du Costa Rica
 (novembre 2015).
Si vous disposez d'ouvrages ou d'articles de référence ou si vous connaissez des sites web de qualité traitant du thème abordé ici, merci de compléter l'article en donnant les références utiles à sa vérifiabilité et en les liant à la section « Notes et références ».
Le Musée national du Costa Rica (Museo Nacional de Costa Rica en espagnol), sis devant la Plaza de la Democracia dans la ville de San José, est fondé le 4 mai 1887 sous l'administration du président Bernardo Soto Alfaro. L'emplacement du musée se trouve à l'ancienne caserne Bellavista, devenue musée lors de l'abolition de l'armée comme institution permanente en décembre 1948. 
Le musée propose, outre de grandes salles d'exposition, des ateliers, des conférences, du matériel d'informations, ainsi que des visites guidées.

## Les origines du Musée national
L'idée d'un Musée national au Costa Rica surgit sous la présidence de Juan Rafael Mora Porras dans les années 1850.  À cette époque, ce sont les Français Louis Chéron et Adolphe Marie, proches du président, qui suggèrent la création d'un musée, ainsi que celle d'un jardin botanique à San José. Bien que Chéron en fasse une proposition officielle, c'est finalement en mai 1887, sous la présidence de Bernardo Soto Alfaro, qu'est créé le Musée national avec pour mission de doter le pays d'un établissement public pour classifier et étudier la nature, comme des créations artistiques.
Depuis ses débuts, le musée s'oriente vers la recherche scientifique, l'éducation, l'exposition et la défense du patrimoine culturel et naturel. Ce travail est mis successivement entre les mains de personnages aujourd'hui distingués au niveau national, notamment Anastasio Alfaro, Henri Pittier, Pablo Biolley, José Cástulo Zeledón, Adolfo Tonduz, María Fernández de Tinoco et José Fidel Tristán.
Depuis sa fondation, le musée occupe tour à tour les installations suivantes, dont les trois premières qui n'existent plus :
- De 1887 à 1896, des locaux de l'Université de Santo Tomas ;
- De 1896 à 1903,  dans les jardins du Labyrinthe au Sud de San José
- De 1903 à 1949, dans les anciens bâtiments du  Lycée du Costa Rica, où s'élève aujourd'hui l'édifice de la Sécurité Sociale
- Depuis 1950 jusqu'à nos jours, le Musée national occupe les installations de l'ancienne Caserne Bellavista.

## La Caserne Bellavista

Extérieur du Musée National
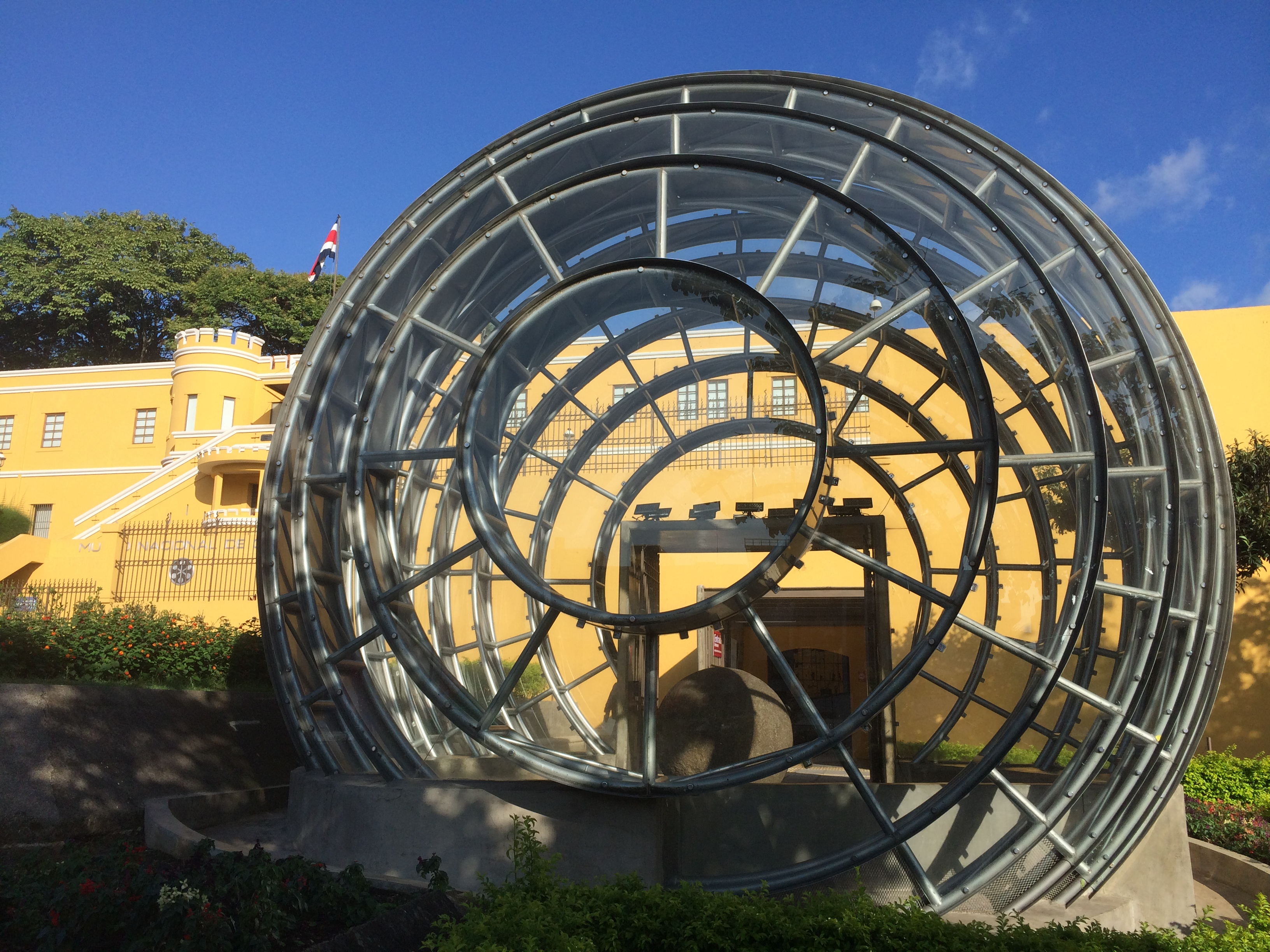
Façade du Musée
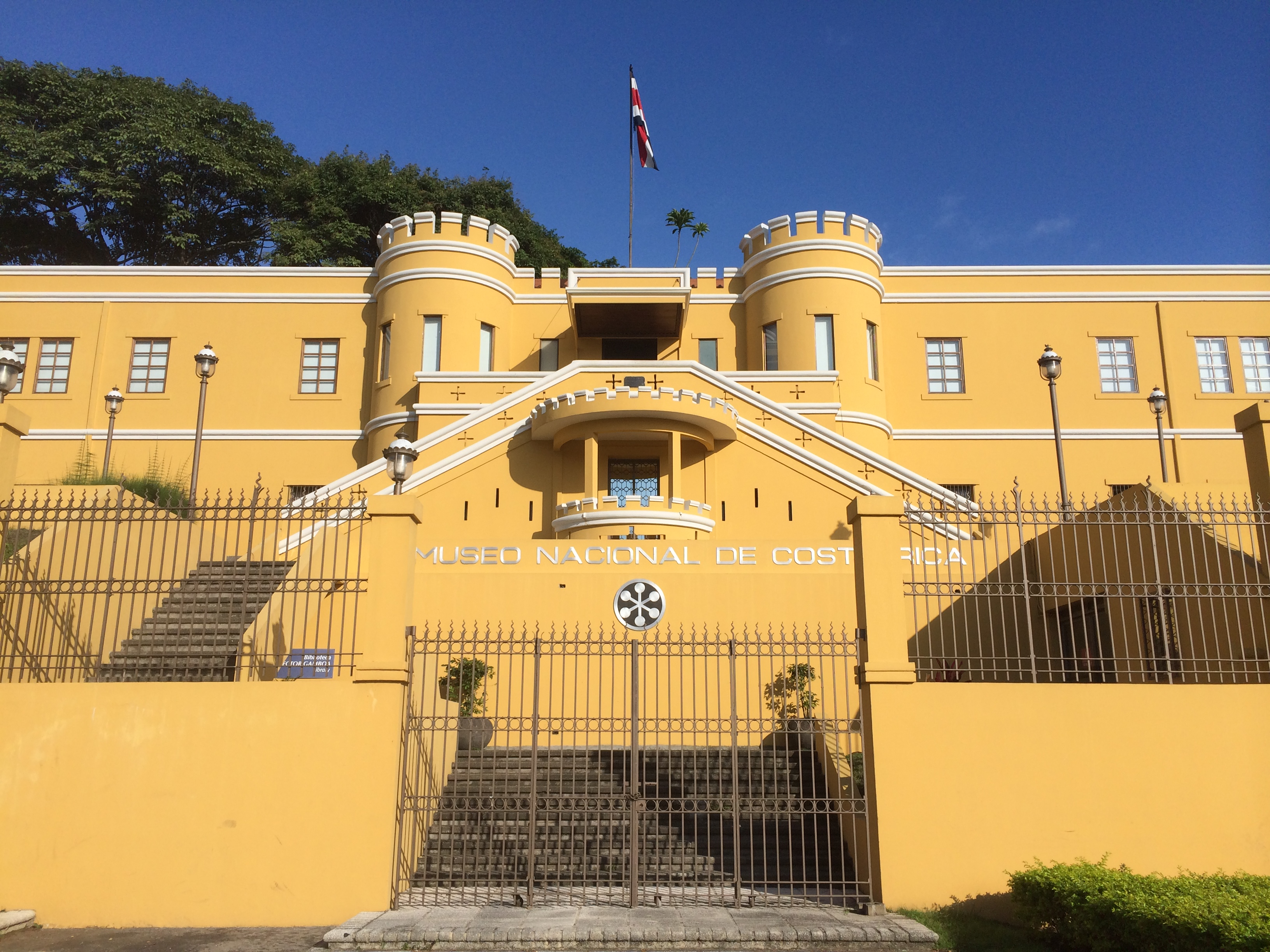
Façade du Musée
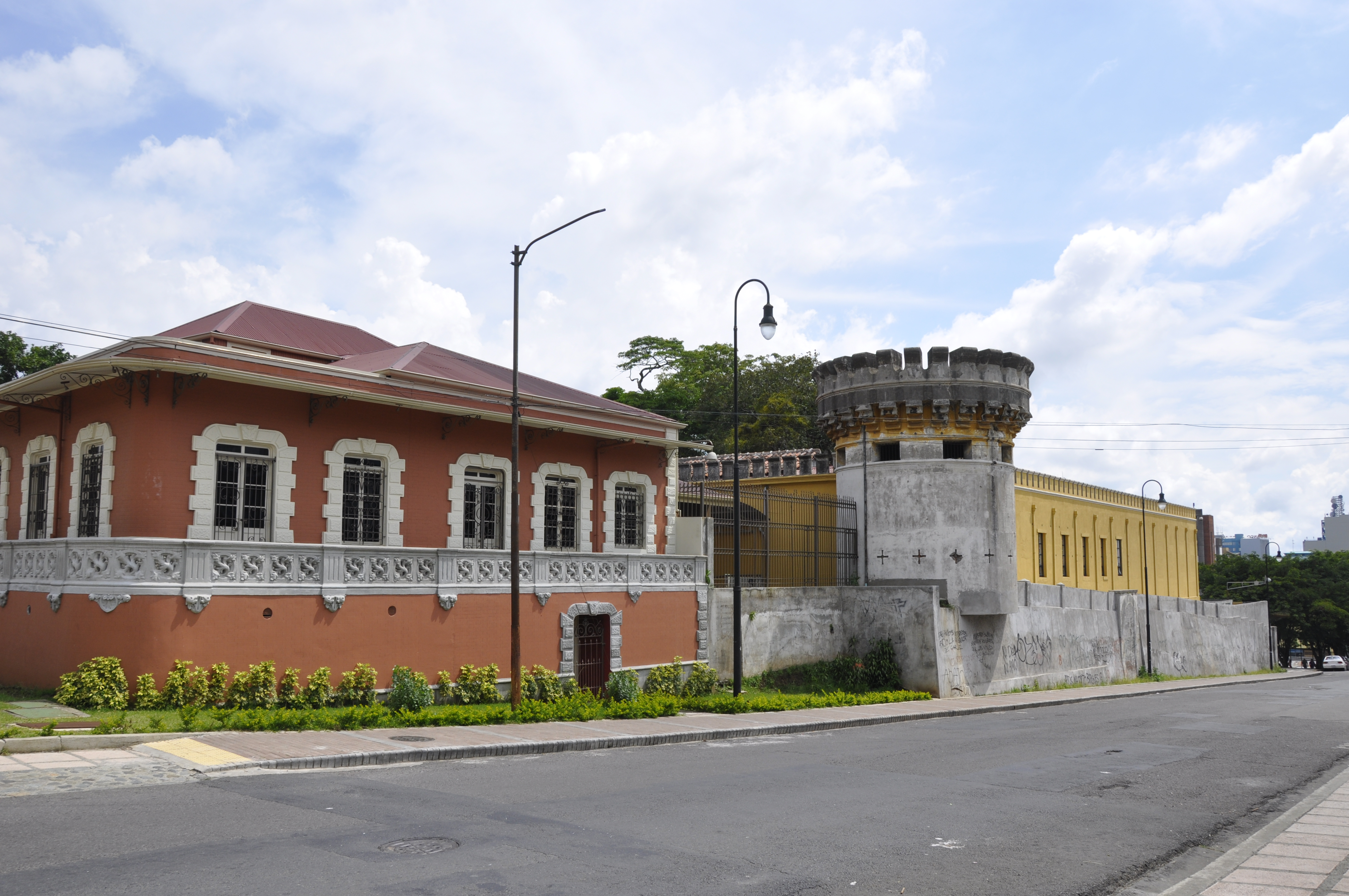
Vue latérale du Musée

Au XIXe siècle, le terrain où se trouve aujourd'hui le Musée National, était destiné à la production de café. L'État acquiert la propriété pour construire une caserne en 1917.  Les travaux se terminent sous la gestion du président Cleto González Víquez (1928 – 1932). La Caserne Bellavista est alors un important dépôt d'armes et possède également un centre de formation militaire.
Le 1er décembre 1948, le gouvernement décrète l'abolition de l'armée et, en 1950, le musée prend possession des lieux pour les aménager en salles d'exposition.

## Expositions

Salles du Musée National
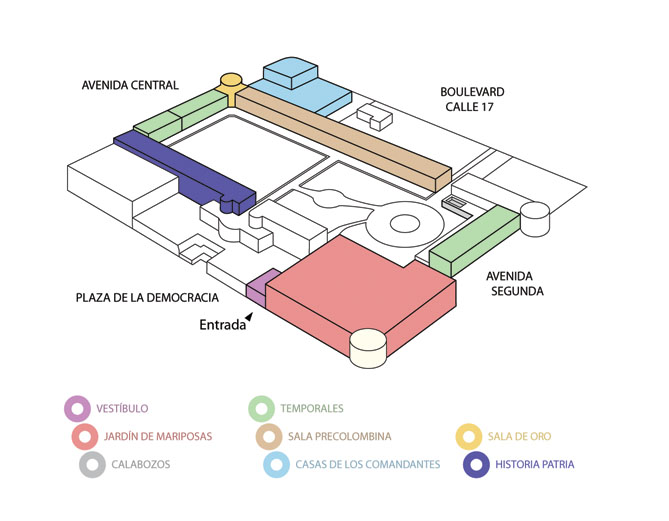
Salles du musée
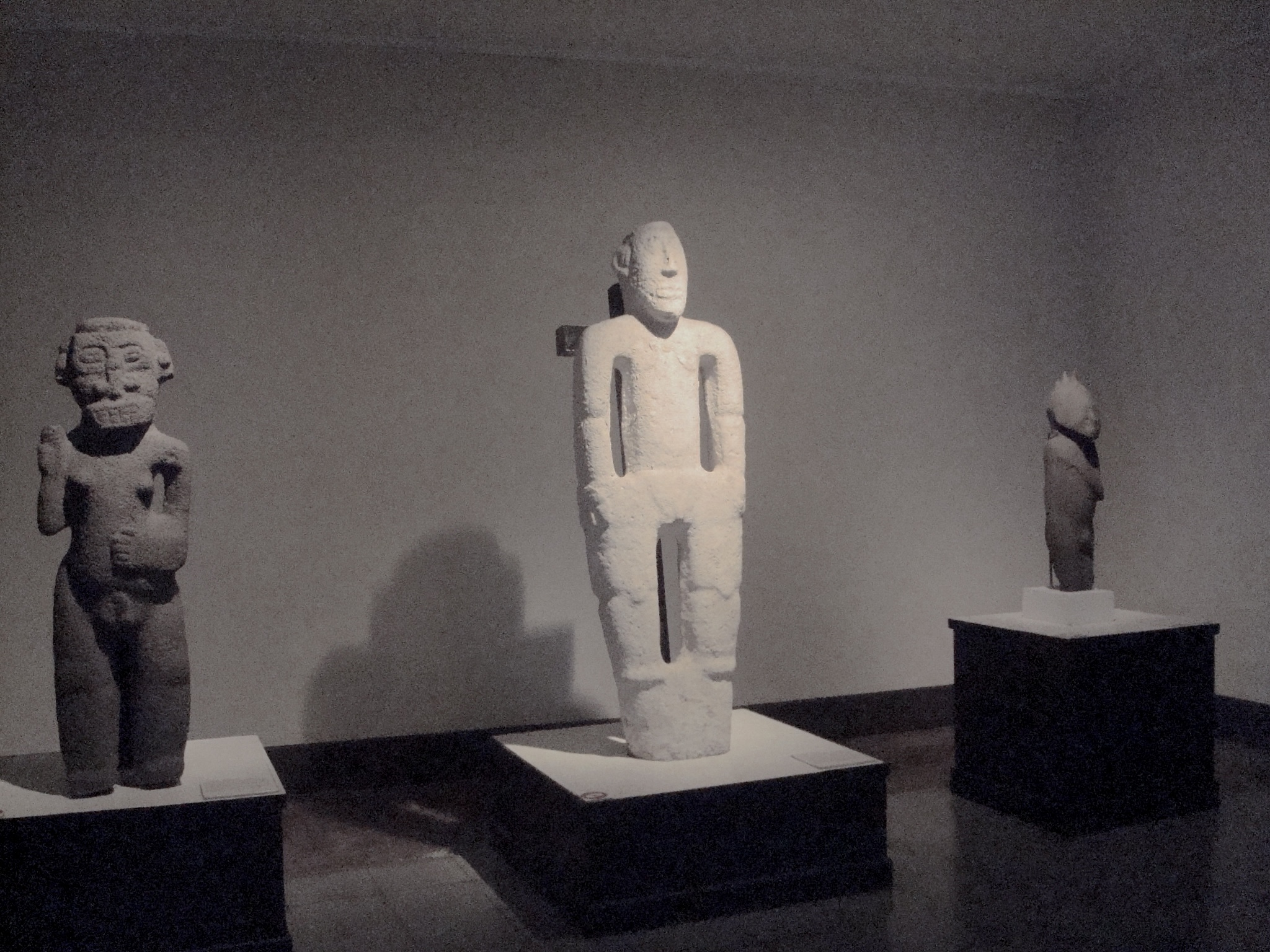
Salle precolombienne
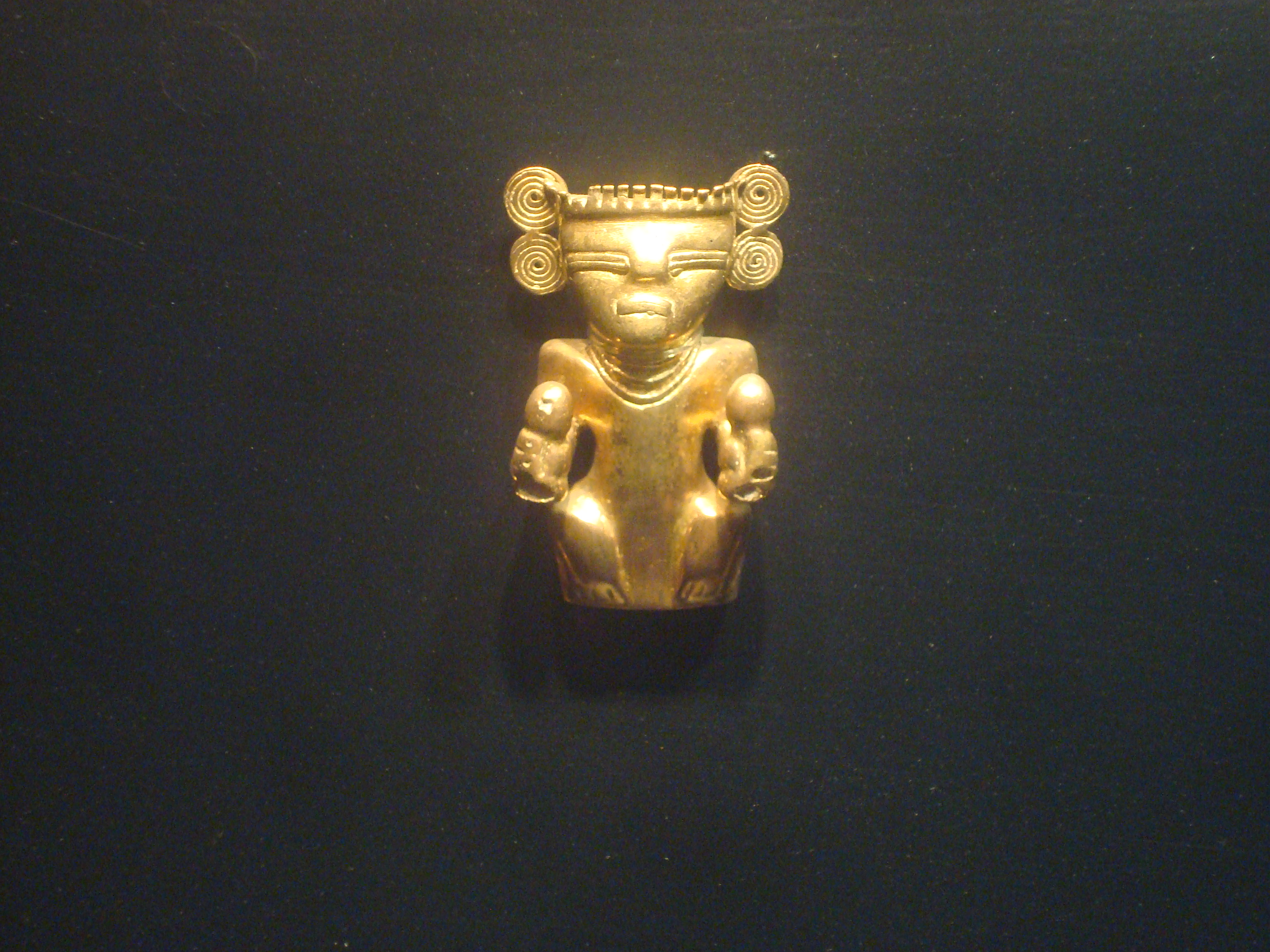
Or indigène
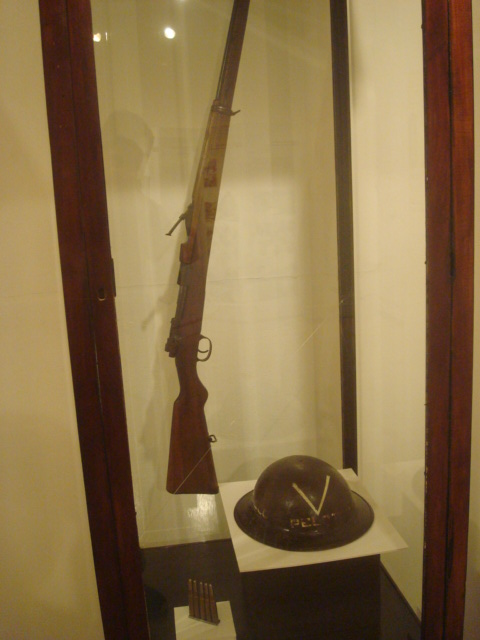
Histoire patrie
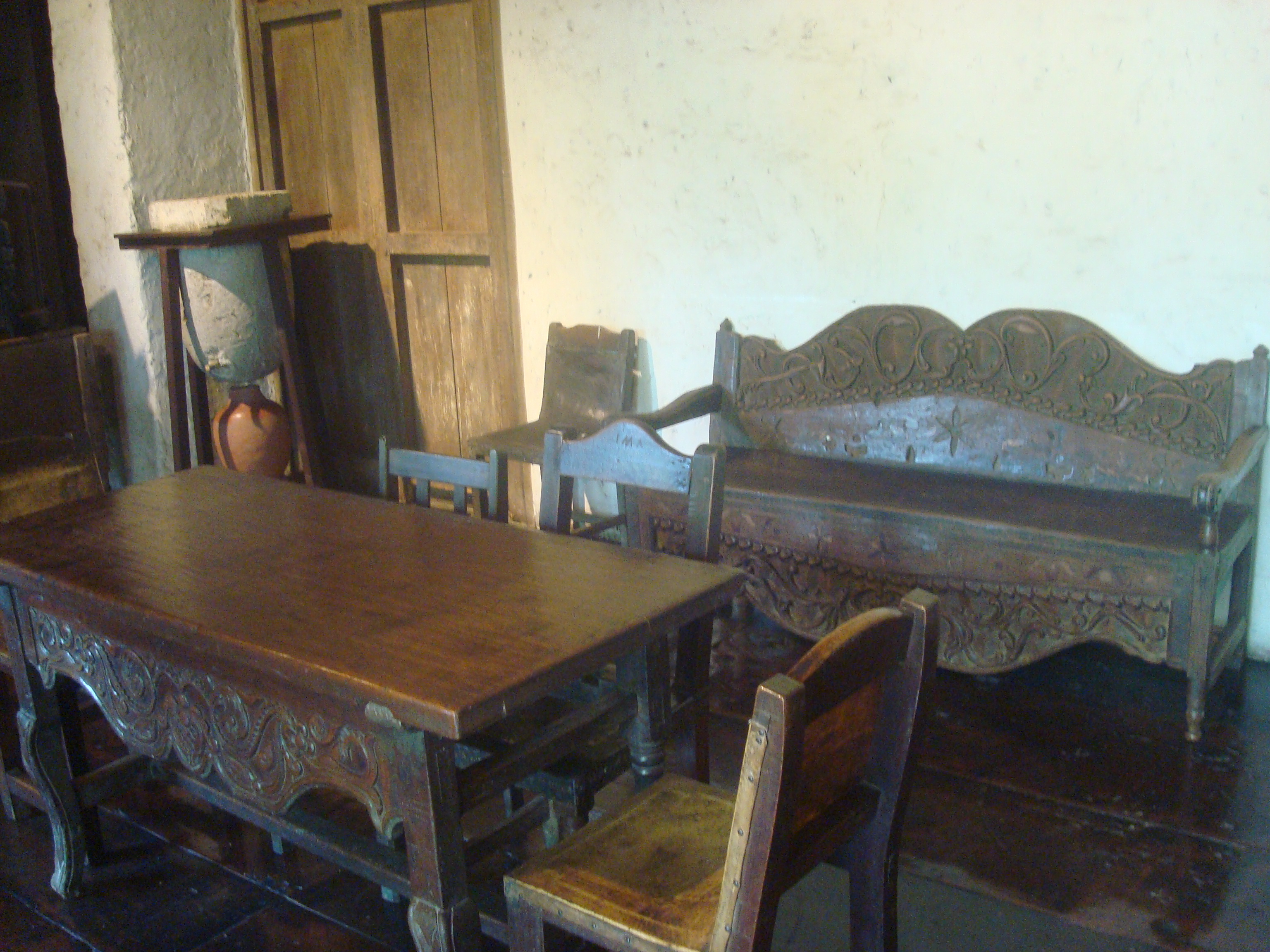
Salle coloniale

### Histoire précolombienne
S'offre à la vue une collection de 800 objets, comme des pointes de flèche, metates[Quoi ?], vases, artéfacts, colliers et autres objets d'ornement personnel et de cérémoniaire fabriqués dans des matériaux comme la céramique, la pierre, l'or, le jade et l'os ; ils montrent le développement des cultures autochtones avant l'arrivée des Européens. Dans un parcours chronologique, depuis 12 000 av. J.-C., jusqu'à l'arrivée des Espagnols autour de 1 500 apr. J.-C., on aperçoit les changements économiques et les bouleversements socio-politiques et religieux des sociétés qu'y ont habité le territoire national.

### Or indigène
Dans cette salle se découvre la vision spirituelle que les indigènes prête à l'or et les techniques utilisées dans l'élaboration d'œuvres d'art qui représentent des animaux, des figures de chamans en miniature et des objets de décor personnel et de distinction de rang.

### Histoire de la Patrie
Cet espace présente une synthèse du développement du Costa Rica, depuis l'arrivée des Espagnols jusqu'à nos jours.  Photographies, dessins et objets historiques rappellent le souvenir de l'époque coloniale, de l'indépendance et, surtout, de l'apport social et économique du café, de la banane et du chemin de fer, entre autres thèmes.

### Maison coloniale
Cet espace est composé d'une chambre et d'une salle à manger dans une maison coloniale. La structure reproduit l'espace original d'une maison de la province du Guanacaste.

### De la Caserne au Musée
Dans cet espace se trouvent les anciennes cellules de la Caserne Bellavista, avec les graffitis écrits par les prisonniers détenus pendant les années 1940. On peut aussi voir les bains et les services sanitaires utilisés par les troupes de l'époque.

### Maisons des Commandants
Ces édifices sont des pièces de musée en elles-mêmes. Il s'agit de deux maisons qui illustrent la beauté patrimoniale et architecturale de la ville de San José.  Elles ont été bâties entre la fin du XIXe siècle et début XXe.  Pendant l'époque de la Caserne Bellavista, elles ont été habitées par le premier et le deuxième commandant.  L'espace intérieur des deux bâtiments est souvent utilisé pour des expositions temporelles.

### Salles d'exposition temporaires
Le Musée national compte trois salles pour des expositions temporaires de peinture, de sculptures, d'histoire et de biodiversité, entre autres.

## Collections

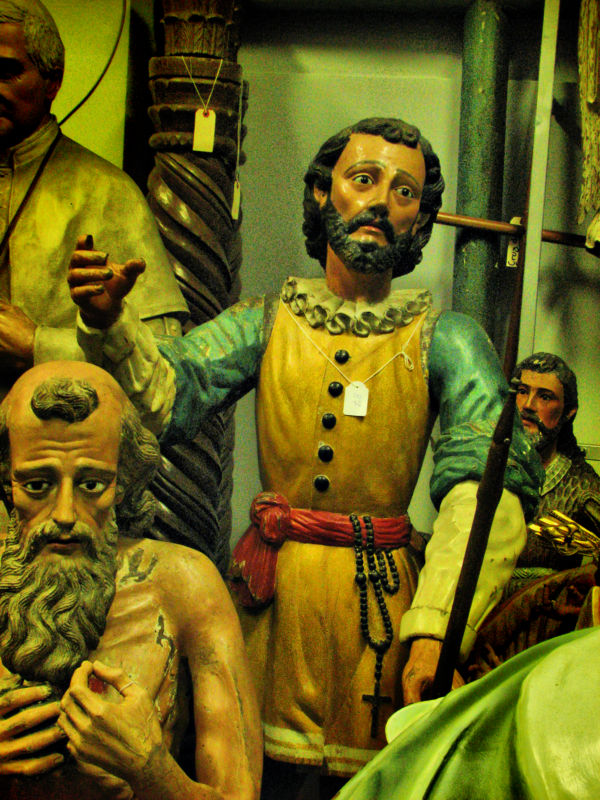
Art Religieux

Le Musée National compte sur une grande variété de collections, fruit des projets de recherche et les donations.

### Histoire naturelle
- Le Herbier National réunit 220 000 spécimens, entre champignons, lichens, algues, fougères et plantes supérieures.
- La collection ornithologique de 10 000 exemplaires est composée par des peaux, squelettes et nids.
- La collection entomologique compte plus de 19 000 exemplaires de papillons diurnes et plus de 12 000 exemplaires d'autres groupes, comme scarabées, guêpes, mouches, et d'autres groupes moins nombreux.
- La collection de mammifères comprend des peaux et des crânes, des peaux seules et des crânes sans peau; avec 2 000 spécimens qui représentent 65 % de la faune costaricienne.
- La collection géologique réunit plus de 17 000 exemplaires, entre fossiles, roches, minérales et mollusques.

### Archéologie
- Les collections se sont formées grâce aux recherches dans ce champ de savoir réalisées par des scientifiques nationaux ou étrangers. Elle comprend des objets complets et des fragments de céramique ; des restes de faune, de flore, métallurgie (cuivre et or), ainsi que des restes humains. Il y a plus de 7 500 caisses de matériel.
- La collection contient des objets récupérés du vandalisme et du trafic d'objets archéologiques. Elle est composée du matériel provenant de marchands que essayait de vendre des objets archéologiques illégalement et de livraisons à des collectionneurs qui ont dû restitués leurs achats. La collection compte 30 000 exemplaires environ qui incluent de la céramique, de l'or, du cuivre, du jade, des coquillages, des os, du bois et de la résine.

### Histoire
La collection historique est composée par plus de 33 000 pièces qui reflètent le quotidien de la société du Costa Rica, son développement artistique, scientifique, technique et culturel. Elle comprend des biens immobiliers (fragments de structures ou bâtiments) et des biens mobiliers comme des objets personnels, de communication, de transport, de cérémoniaire, mais aussi des meubles, des documents, des outils et des collections de numismatique et de philatélie.

## Services spécialisés
Les champs de recherche et de manipulation des collections offrent des services spéciaux pour des étudiants et des chercheurs.

### Département d'histoire naturelle
- Visites guidées des collections pour des groupes organisés.
- Consultation du matériel des collections pour des chercheurs.
- Consultation par des spécialistes en botanique, entomologie (insectes), ornithologie (oiseaux), mastozoologie (mammifères) et géologie (fossiles, roches, minérales).
- Soutien pour identifier les pièces exposées en botanique, zoologique et géologique.

### Département de Protection du Patrimoine
- Mises en garde ou dénonciations du commerce, du déplacement ou de l'exportation de biens archéologiques.
- Vérification de l'authenticité des objets par expertise des autorités judiciaires ou des institutions de l'État.
- Autorisations pour l'exportation de reproductions précolombiennes et modernes.
- Consultation technique et professionnelle dans le champ du Patrimoine National Archéologique en cas de rapatriements, résolution de conflits et liste des critères spécialisés.
- Registre de collections archéologiques privées, ainsi que les démarches de Registre Public du Patrimoine National Archéologique.

### Département d'anthropologie et histoire
- Il répond aux dénonciations de destructions ou de saccages de lieux archéologiques.
- Évaluations judiciaires en cas de destructions ou altérations de lieux archéologiques.
- Consultations aux archives de recherches archéologiques, anthropologiques et historiques.
- Consultations à la base de données sur les lieux de fouilles archéologiques (caractéristiques, plans, rapports, photographies et les collections associées).

### Programme des Musées régionaux et communautaires
- Conseil technique et juridique à des musées pendant le processus de fondation, de développement et/ou de fonctionnement des institutions.
- Conseil dans l'élaboration et/ou la création de matériels graphiques et d'images pour l'institution.
- Formations liées à la muséologie et au patrimoine culturel de notre pays.